# Bernhard Latomus
Bernhard Latomus, vlastním jménem Steinmetz, (kolem roku 1560 Wismar – srpen 1613 Parchim, Německo) byl německý pedagog a historik.

## Život
Latomus byl synem wismarského pastora Heinricha Latoma. Dne 14. března 1594 získal na filozofické fakultě univerzity v Rostocku titul magistra. Stal se zástupcem rektora a později byl rektorem školy v Neubrandenburgu. V letech 1600–1604 působil jako rektor ve Flensburgu a po 22. březnu 1613 jako rektor městské školy v Parchimi. Je znám jako raný meklenburský historik.

## Dílo
- Alt Julianischer und New Lilianischer Schreib Calender Mit dem Prognostico Astrologico des Jahrs ... 1608 ... Starý Štětín: Duber 1607
- Origines Plessiacae Megapolitanae. 1611 - Přetištěno také v: Monumenta inedita rerum Germanicarum praecipue Cimbricarum et Megapolensium. Vol. 3 Ernsta Joachima von Westphalen, Lipsko 1743, Sp. 1921 ff.
- Kurtze Practica/ Darin man alle Arithmetische Exempel/ so im Täglichen Handel und wandel/ in resolvirung und verwechselung allerley Müntze/ in Kauffen und Verkauffen/ und andern dergleichen sachen vorlauffen … mit leichter arbeidt/ auffsuchen/ finden und außrechnen kan. Fueß, Rostock 1612
- Genealochronicon Mecklenburgicum. Starý Štětín 1619. Přetištěno také v: Monumenta inedita rerum Germanicarum praecipue Cimbricarum et Megapolensium Ernsta Joachima von Westphalen. Svazek 4, Sp. 1-530.
- Ursprung und Anfang des in Vorzeiten hoch geehrten Ritterstandes und daher entsprossenen Compturien. Item: Kurze Beschreibung und Ordentliche StamRegister aller und Jeden außgestorbenen und noch lebenden alten und neuen Adelichen und Rittermessigen im Lande zu Stargardt eingesessenen Geschlechtern/ mit grosser trew/ fleiß unnd Arbeit aus ihren und andern schriftlichen monumentis auch aus mündlichem bericht zusamen getragen: Gar lustig zu Lesen/ und gar nützlich bey Leichbegängnüssen und Erbschaften zu gebrauchen/ also das groß Gezänck und Rechtfertigung dadurch können verhütet werden (tj. Původ a počátky rytířského řádu, který byl ve starověku vysoce ctěn, a z něj vzniklých kompanií. Věc: Stručný popis a uspořádaný rodokmen všech a každého zemřelého i dosud žijícího starého i nového šlechtického a rytířského rodu v zemi Stargardt, sestavený s velkou věrností, pečlivostí a prací z jejich i jiných písemných monumentů i z ústních zpráv: docela zábavný ke čtení a docela užitečný k použití pro snadné přírůstky a dědictví, aby se předešlo velkým hádkám a ospravedlněním). Kelner, Starý Štětín 1619.